# Bonanza (Colorado)
Bonanza é uma cidade  localizada no estado americano de Colorado, no Condado de Saguache.

## Demografia
Segundo o censo americano de 2000, a sua população era de 14 habitantes. 
Em 2006, foi estimada uma população de 15, um aumento de 1 (7.1%).

## Geografia
De acordo com o United States Census Bureau tem uma área de 
1,1 km², dos quais 1,1 km² cobertos por terra e 0,0 km² cobertos por água. Bonanza localiza-se a aproximadamente 2831 m acima do nível do mar.

## Localidades na vizinhança
O diagrama seguinte representa as localidades num raio de 48 km ao redor de Bonanza. 